# Estrela do Indaiá
Estrela do Indaiá är en kommun i Brasilien.   Den ligger i delstaten Minas Gerais, i den sydöstra delen av landet, 500 km sydost om huvudstaden Brasília. Antalet invånare är 3 515.
Omgivningarna runt Estrela do Indaiá är huvudsakligen savann. Runt Estrela do Indaiá är det mycket glesbefolkat, med 2 invånare per kvadratkilometer.